# Proseč (Vysočina)
Proseč é uma comuna checa localizada na região de Vysočina, distrito de Pelhřimov.